# Augustin Braux
 (avril 2023).
Ne doit pas être confondu avec Augustin Braud.
Pour les articles homonymes, voir Braux.
Augustin Braux est un homme politique français né le 8 juin 1796 à Rambervillers (Vosges) et décédé le 5 octobre 1883 à Paris.
Avocat, puis propriétaire exploitant, il est député des Vosges de 1848 à 1849, il siège dans la fraction la plus modérée du parti d'Eugène Cavaignac.